# Andromeda (género)
- Commons
- Wikispecies

Andromeda L. é um género botânico pertencente à família Ericaceae.

## Espécies
- Andromeda acuminata
- Andromeda adenothrix
- Andromeda alata
- Andromeda ambigua
- Andromeda americana
- Lista completa

## Classificação do gênero
| Sistema | Classificação                     | Referência               |
| ------- | --------------------------------- | ------------------------ |
| Linné   | Classe Decandria, ordem Monogynia | Species plantarum (1753) |

## Imagens

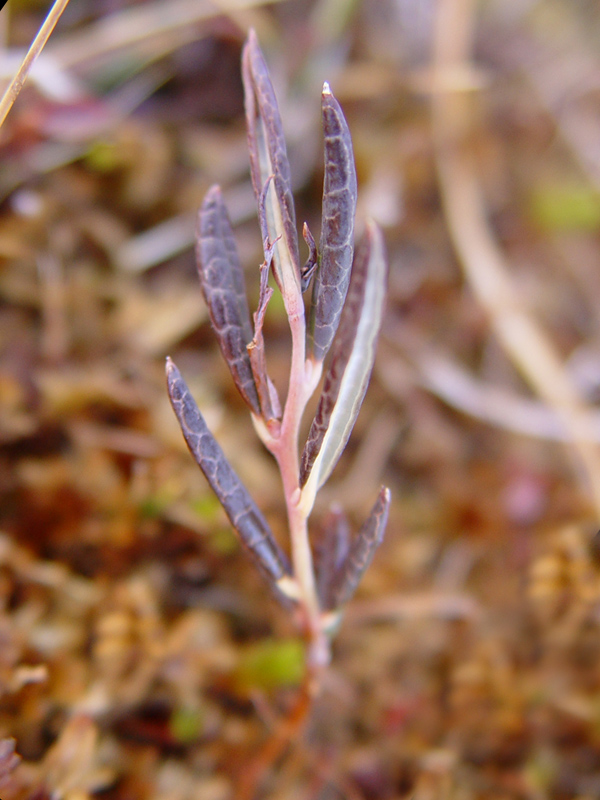
Andromeda polifolia var. polifolia folhas
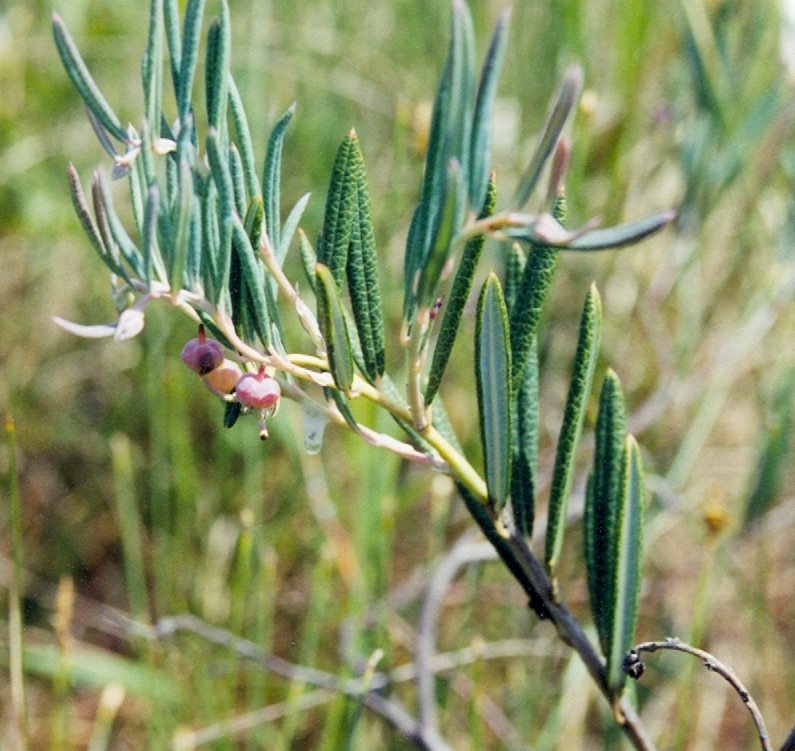
Andromeda polifolia, Ontário
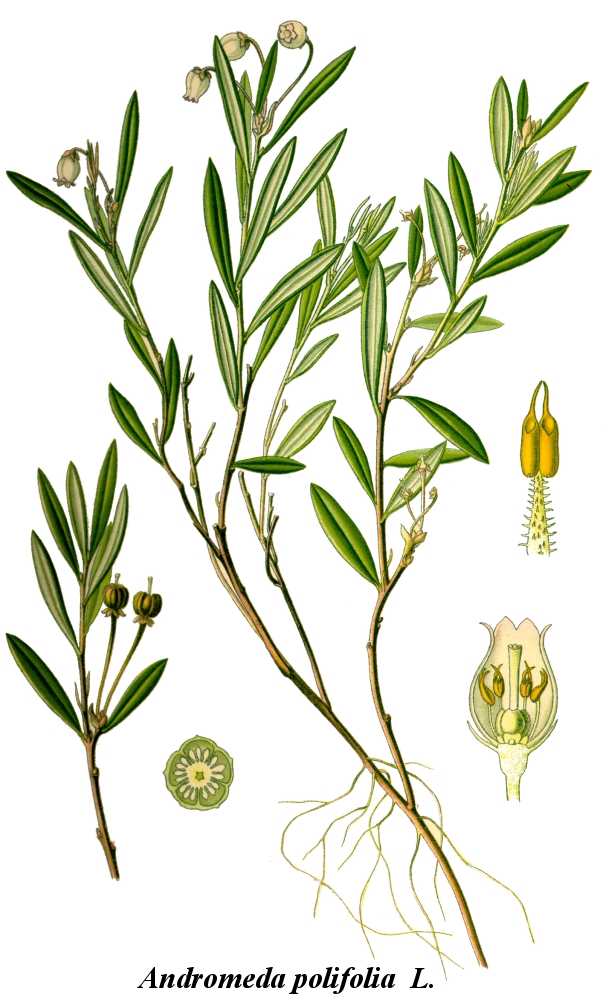
Ilustração